# Poliarquía
Poliarquía es una palabra de raíces griegas (polýs, "muchos", y αρχειν (arjéin): "gobierno") que se refiere al gobierno de muchos. La etimología es lo suficientemente amplia como para que el concepto haya desarrollado diversos significados.

## Geopolítica
Como concepto políticamente neutro, el término poliarquía hace referencia a la situación política mundial, en la que no existe una estructura dominante global de gobierno que resuelva los conflictos entre los estados, grupos subnacionales o transnacionales. Estos conflictos se gestionan ad hoc entre diversas combinaciones de estos actores, que pueden variar de unas situaciones a otras. Existen muchos gobiernos.

## Concepto militante
Sin embargo, el concepto de poliarquía ha evolucionado hacia un concepto de tipo activista que se refiere al gobierno por parte de muchos y, en este sentido, sirve como alternativa filosófica a la "democracia liberal". El punto de partida es que la genuina unidad es un ideal imposible y que el gobierno de muchos se desarrolla por medio de múltiples elites que representan a diferentes comunidades dentro de la comunidad política. Los poliarquistas creen que los conflictos se resuelven mejor a través del diálogo que a través del uso arbitrario de la fuerza coercitiva por la autoridad superior.

## Poliarquía y Democracia
Algunos planteamientos oponen poliarquía (el gobierno de muchos) a democracia (el gobierno -kratos=poder- del demos=pueblo). Con esto pretenden significar que, dado que, para quienes así lo defienden, la participación del pueblo es un ideal imposible, sólo podemos alcanzar un sistema formal de selección de élites para las labores de gobierno. En palabras de Mark Cutis: "Un sistema en el que un pequeño grupo gobierna y la participación de las masas se limita a elegir dirigentes en elecciones dominadas por las élites que compiten". (Web of Deceit, p. 247)

Por otro lado se sostiene que la poliarquía es un fin, un objetivo que se sostiene a través de la acción conjunta de un Estado de Derecho, una República, la alternancia en el poder, el imperio de la libertad y la igualdad, y que el mejor medio para intentar alcanzar ese objetivo en la actualidad es la democracia.

## Robert A. Dahl[1]
El teórico que puso de moda el concepto fue Robert Dahl, en un libro llamado "La poliarquía" en el que consideraba a la poliarquía como un procedimiento con un conjunto de requisitos (elecciones libres, periódicas y competitivas) y separaba el sistema político de los éxitos que éste pudiera alcanzar en la provisión de cotas de bienestar material a sus ciudadanos.
Para Dahl una poliarquía cumple los siguientes requisitos:
1) Para que un sistema político funcione correctamente los ciudadanos deben poder:
- Formular sus preferencias.
- Expresar esas preferencias a otros y al gobierno mediante la acción individual o colectiva.
- Lograr que las propias preferencias sean consideradas por igual, sin discriminaciones en cuanto a su contenido u origen.

2) Para que se den estas tres oportunidades el Estado tiene que garantizar por lo menos:
- La libertad de asociación y organización
- La libertad de pensamiento y expresión
- El derecho de sufragio activo y pasivo
- El derecho a competir por el apoyo electoral
- Fuentes alternativas de información accesibles
- Elecciones periódicas libres y justas, que produzcan mandatos limitados
- Existencia de instituciones que controlen y hagan depender las políticas gubernamentales del voto y de otras expresiones de preferencias